# مصطفى محمد حلمي سليمان
مصطفى محمد حلمي سليمان (1351=1932-…) بروفيسور مصري حصل على ليسانس الآداب من قسم الدراسات الفلسفية والاجتماعية في جامعة الإسكندرية سنة 1379هـ الموافقة لسنة 1960م، ثم نال درجة الدكتوراه في الآداب من نفس الجامعة سنة 1391هـ الموافقة لسنة 1971م. حصل على جائزة الملك فيصل العالمية في الدراسات الإسلامية سنة 1405هـ الموافقة لسنة 1985م بالاشتراك مع فاروق أحمد دسوقي وكذلك محمد رشاد سالم.